# Фридрих IV (курфюрст Пфальца)
Фридрих IV Пфальцский (нем. Friedrich IV. von der Pfalz; 5 марта 1574, Амберг — 19 сентября 1610, Гейдельберг) — курфюрст Пфальца с 1583 года из династии Виттельсбахов.

## Биография
Сын курфюрста Пфальца Людвига VI и Елизаветы Гессенской, дочери ландграфа Филиппа Гессенского.
В момент вступления на престол в 1583 году Фридриху было лишь 9 лет. По этой причине регентом стал его дядя — Иоганн Казимир (до 1592 года).
Так как родители Фридриха были убеждённые лютеране, а дядя — истовый реформат, то перед ребёнком встал непростой вопрос выбора веры. В итоге всё же кальвинизм в Пфальце вновь победил — как в курфюршеском дворце, так и во всей земле. Иоганн Казимир вернул Пфальц к реформатской церкви, как это было при Фридрихе III, и воспитал Фридриха IV в духе горячей привязанности к протестантизму. Фридрих IV желал, чтобы все нерешенные церковные дела Германии были решены в духе протестантском, а внутренние дела Германии упорядочены в интересах протестантов.
В 1594 году Фридрих IV отправился в Гейльброн для заключения союза с единомышленными немецкими князьями. Ту же политику он преследовал на рейхстаге 1598 года и на собрании немецких государей, которое он устроил в октябре 1598 года во Франкфурте на Майне. Было ясно видно, что замышляемый союз должен быть направлен против императора; особенно резко это сказалось на рейхстаге 1603 года. Формально союз протестантов (уния) был заключен только в 1608 году, и Фридрих IV стал лидером союза, но умер прежде, чем союз мог доказать свою жизнеспособность.
В Пфальце Фридрих IV усердно заботился об утверждении кальвинизма, но, по политическим соображениям, старался поддерживать мирные отношении с лютеранами. Он усердно поддерживал гейдельбергский университет. В 1607 году Фридрих IV основал крепость Фридрихсбург поблизости от рыбацкого посёлка Мангейм, в результате чего последний стал городом. По отношению к только что основанному городу курфюрст проявлял особое внимание. Жители получили обширные привилегии, например, горожане были освобождены от барщины. Иностранцы освобождались на 20 лет от поземельного налога. Это должно было способствовать повышению уровня иммиграции и увеличению населения.
Для выдающейся роли Фридриху недоставало выдержки и самообладания. Его отношения к королю французскому, Генриху IV, вызывающие критику с точки зрения национальной, объясняются интересами кальвинистов и их партии в Германии. Фридрих был подвержен алкоголизму, в результате умер преждевременно, не оставив совершеннолетнего наследника. Похоронен в Гейдельберге в церкви Святого Духа.

## Дети
Фридрих IV женился 23 июня 1593 года в Дилленбурге на принцессе Луизе Юлиане Оранской-Нассау (1576—1644), дочери принца Вильгельма I и его третьей жены Шарлотты Бурбон-Монтенсье. В этом браке родилось 8 детей :
- Луиза Юлиана (1594—1640) — жена пфальцграфа Иоганна Цвейбрюккенского с 1612 года
- Катарина София (1595—1626)
- Фридрих (1596—1632), будущий курфюрст Пфальца
- Елизавета Шарлотта (1597—1660) — с 1616 года жена Георга Вильгельма, курфюрста Бранденбурга (1595—1640) и мать Фридриха Вильгельма, «Великого курфюрста».
- Анна Элеонора (1599—1600)
- Людвиг Вильгельм (1600)
- Мориц Кристиан (1601—1605)
- Людвиг Филипп (1602—1655) — курпринц Пфальцский, регент Пфальца, женат на принцессе Марии Элеоноре (1607—1675), дочери курфюрста Иоахима Фридриха Бранденбургского.

## «Общество умеренности»
В 1600 году при дворе курфюрста для борьбы с пьянством было организовано «Общество умеренности», члены которого подписали договор об умеренном потреблении спиртных напитков в течение 2 лет. Интересно количество спиртного, считавшегося умеренным, ведь главный пункт гласил: «Обязуюсь не выпивать каждый раз за столом более 7 стаканов, а в течение дня —  более 14 стаканов вина. Также разрешается выпивать один стакан водки или какого-либо другого крепкого напитка. Для утоления возможной жажды допускаются только пиво и минеральные воды».